# 上空

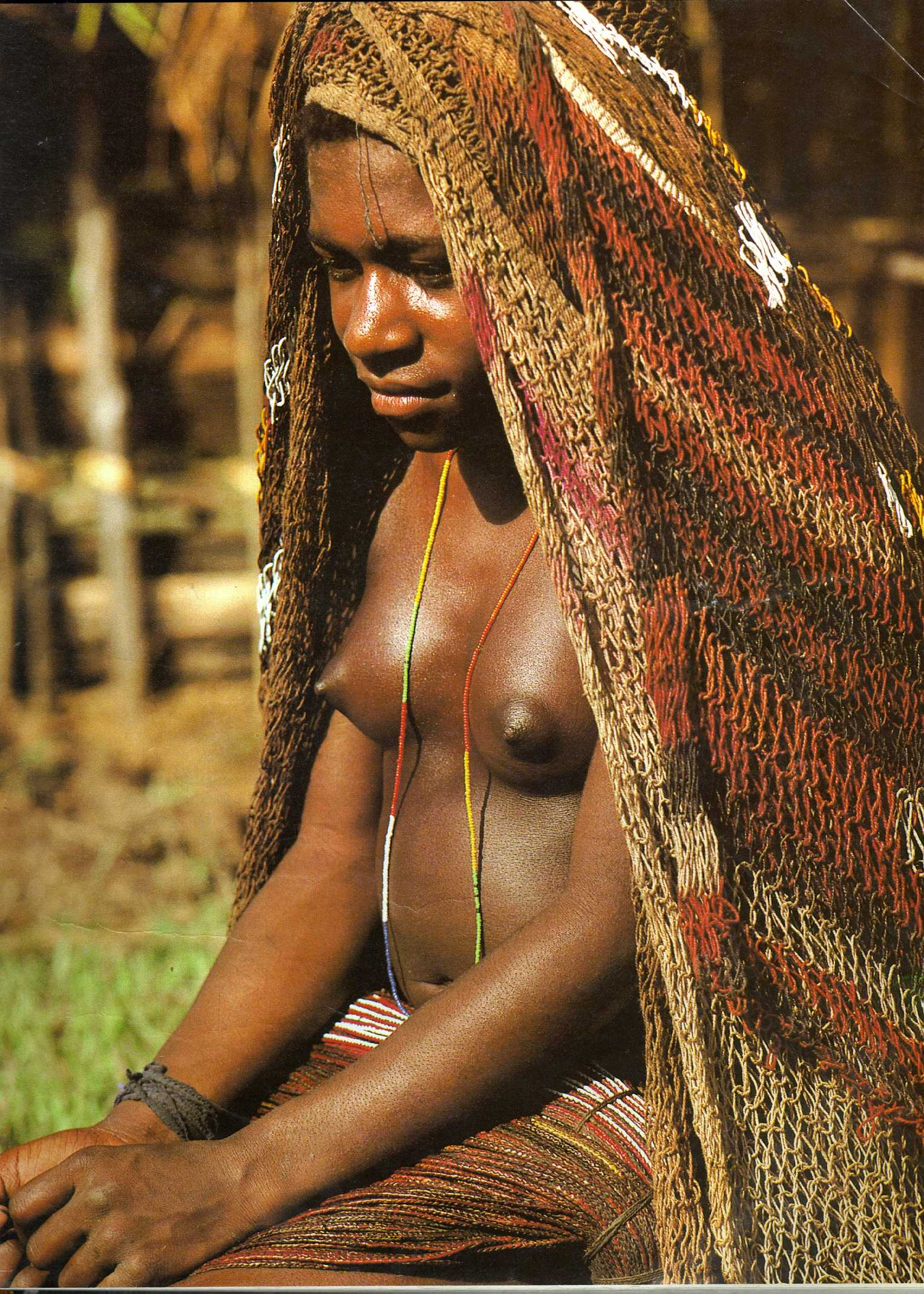
西巴布亚達尼族新娘結婚

上空或無上裝（英文：toplessness），或稱赤裸上身，意指人裸露上半身，或在腰部以上穿著衣料較少遮蔽的服装。
這個詞往往也用來描述在公共空間女性有時裸露乳房（可見到乳暈和乳頭）的情況。在一些藝術畫作如《自由引导人民》、《西蒙内塔·韦斯普奇肖像画》，可以見到人物上半身仍有衣物，但乳房未遮掩。
上空做形容詞使用時（topless），可指稱以下幾種情況：女性出現在公眾場合時，在裸露乳房的情況下，擺出姿勢或表演（上空）；裸露乳房參加一場活動或演出（半裸日光浴，上空舞蹈）；女性裸露乳房參與藝術、攝影、或電影演出（上空攝影）；或在某個容忍女性上空的場所（上空酒吧）；或是在服裝設計上，裸露了乳房和乳頭（上空泳裝）。
除了女性的上空（female toplessness）之外，若男性在公開場合裸露上半身（male toplessness）也稱赤膊（barechestedness）。

## 傳統社會

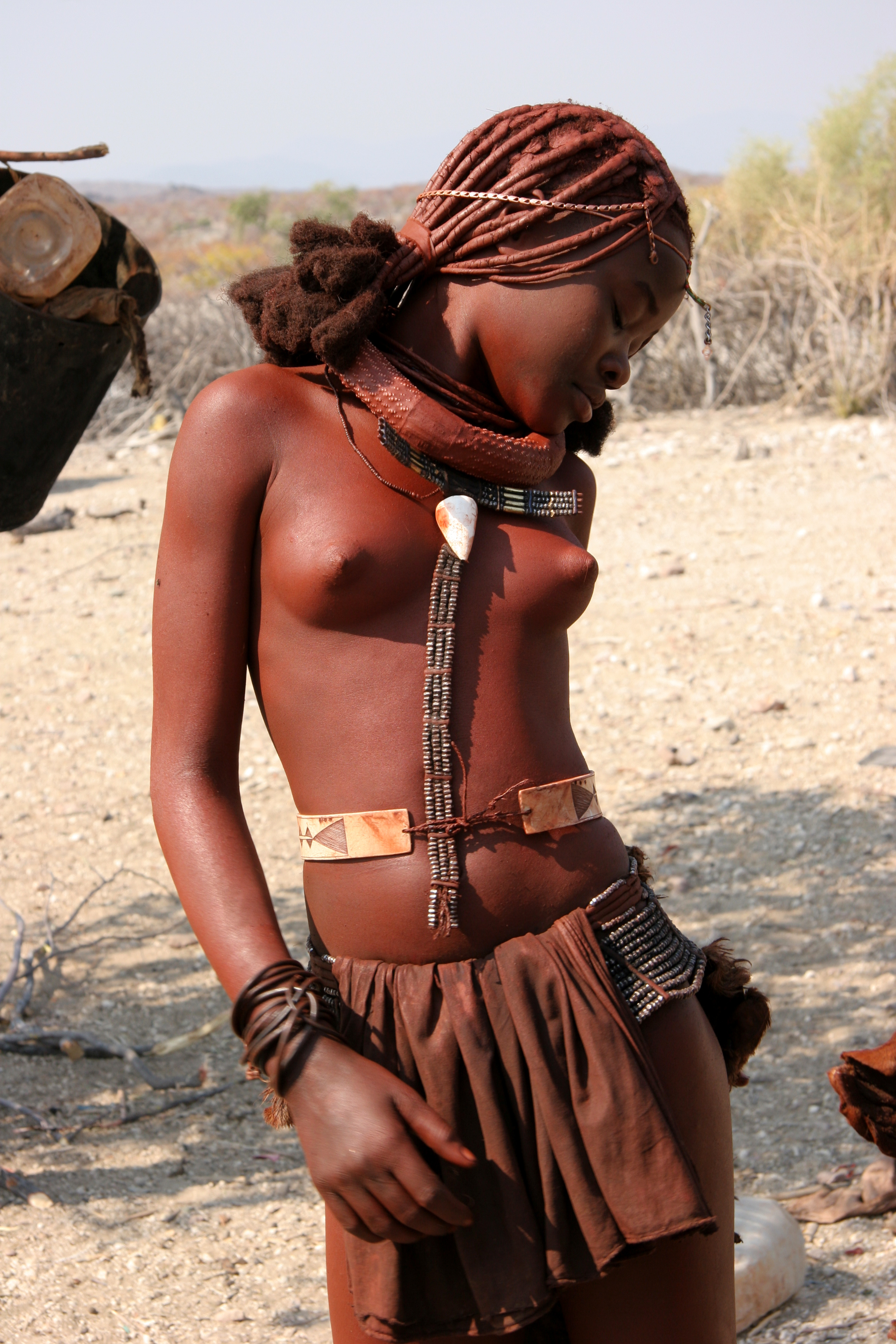
納米比亞北部的辛巴族女性裸胸合乎倫常

在今天許多社會，女性從青春期以後，在公開場合或在不屬於親密關係的人面前，遮掩自己的乳房，尤其是乳頭與乳暈，已成為一種文化規範。這種行為被認定是女性端莊的一面。然而，對於上空這件事，在不同文化及歷史上有著各種不同的態度。
過去傳統的北美、非洲、澳大利亞和太平洋群島，女性在腰部以上沒有穿衣服曾是一種社會常規（而不是視為上空），至少直到基督教傳教士到來為止，而且在今天的許多土著文化，依然是社會常規且可接受的。在南亞及東南亞的傳統文化，在伊斯蘭教於13世紀和14世紀傳入之前，這曾是社會常規。
在伊斯蘭教征服印度之前，印度女性不僅穿著全身的衣服，而且裸露半身的衣服也是常見的。在中古時代的印度南部，女性裸露上身也是社會常規。在印度南部的幾個社群，直到19世紀或20世紀早期，女性上空曾是社會常規，例如沿著乌木海岸的泰米尔人、在马拉巴尔海岸的Tiyan人及其他社群，Toda、Nayar、Cheruman（Pulayar）、Kuruba、Koraga、Nicobarese、Uriya人。
泰國文化法令於1939年施行，而且西方人的記載證實了泰國婦女在服飾西化之前，在公眾面前可能穿著全套或上身半裸的衣服。在19世紀晚期，在傳教士和泰國國王拉瑪五世所推動的現代化影響下，鼓勵當地婦女穿上衣，以遮掩她們的乳房。直到20世紀初，泰國北部的婦女穿長管裙（帕仙），綁在高腰的位置，低於她們的乳房，沒有遮住乳房。
印尼的達雅族、爪哇族、峇里島人，在伊斯蘭教傳入印尼和西方影響之前，上空曾經是社會常規。在爪哇和峇里的社會，上空曾限定在為了讓婦女工作舒適或休息。在昔日的達雅族社會中，在已婚婦女之中，只有乳房下垂或乳房較大者才遮掩她們的胸部，因為這些體態會對她們的工作產生影響。

在大多數中東國家，至少從伊斯蘭教（西元7世紀）之初，女性上空就已不被社會所接受，這是由於回教的女性端莊標準。然而，在此之前阿拉伯半島、埃及、亞述和美索不達米亞，女性上空是社會常規。商朝前的中國，亦無禁止上空。
目前，在世俗化的伊斯蘭教國家突尼西亞和埃及是阿拉伯國家的例外，允許外國遊客在私人沙灘上空游泳。在納米比亞北部的辛巴族，女子裸胸是社會常規。

## 西方的社會與法律態度

### 歷史

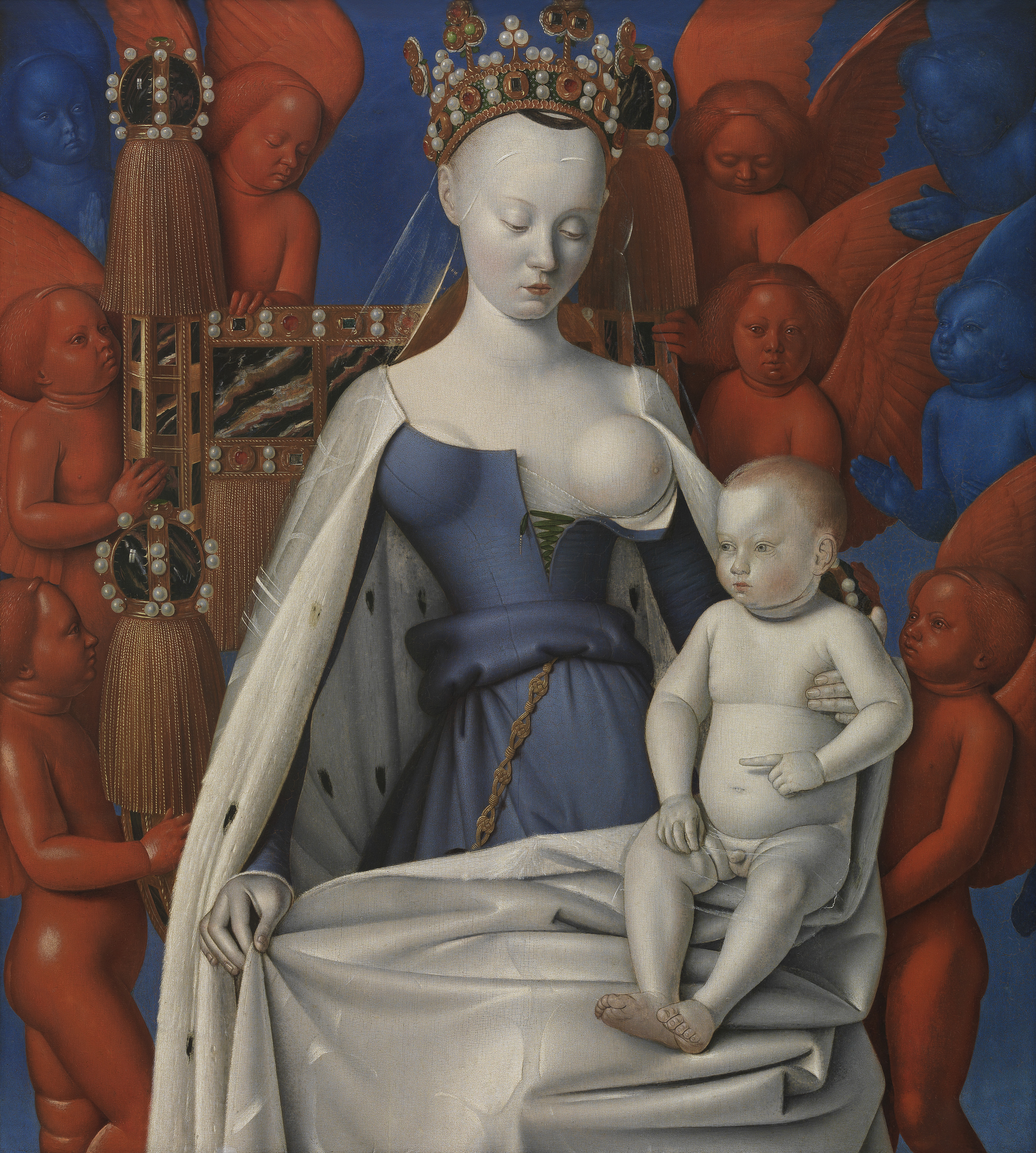
讓·富凱約在西元1450年的畫作《天使圍繞著聖母與聖嬰》的模特兒阿涅絲·索蕾爲人熟知她在法國宮廷露出乳房

在文藝復興和19世紀之間，許多歐洲社會比今天更能接受暴露乳房，因為當時人們認為，女人裸露的小腿、腳踝或肩膀，比暴露的乳房更淫穢。
在貴族和上層人士的圈子裡，展示乳房是有時被視為身份象徵，是一種美麗、財富或社會地位的標記。為了保持看似青春的前胸，女性可以僱用奶媽來哺養自己的孩子。裸胸甚至引發關於古希臘裸體雕塑的聯想，這些聯想對於當時的藝術、雕塑、建築施加了影響力。
裸胸女性的風潮可追溯到15世紀名妓阿涅絲·索蕾，她是法國國王查理七世的情婦，在法國宮廷穿著禮服時，有時暴露她的一個或兩個乳房（讓·富凱的畫作聖母瑪利亞，她的左乳房裸露，這據信是拿索蕾當作模特兒）。貴族婦女試圖用畫作讓自己的乳房保持青春不朽，例如西蒙內塔·韋斯普奇的半身像裸露的乳房，由皮埃洛·迪·科西莫在大約西元1480年畫成。在16世紀，女性穿著展露乳房的時裝，在當時社會是很常見的，從王后到平常的妓女，而且受到社會各階層所仿效。
類似的時尚在17世紀的英國變得普遍，由瑪麗二世和亨莉雅妲·瑪利亞（查理一世的妻子）所穿著，建築師兼舞台劇設計師瓊斯（Inigo Jones）為亨莉雅妲·瑪利亞設計了一個假面服裝，完全顯露她的乳房。
然而，從維多利亞時代開始，社會態度轉向強制遮掩女性的乳房。雖然在20世紀晚期發生了某種程度的解放，但是當代西方社會依然普遍採取有點不偏向上空的觀點，而且「上空」這個字彙往往帶有性放蕩或故意無視於文化禁忌的意味。

### 當代觀點
在當代社會，女人可以暴露她的乳房到什麼程度，取決於社會和文化背景。女性的泳衣和比基尼普遍顯露出乳房的頂部和兩側。在許多場合允許展露乳溝，甚至在許多正式的社交場合是一個優雅和成熟的標誌，但這可能在許多場合受到禁止，如工作場所和學校的服裝規定，在那些地方，人們可能認為女性乳房的性感展現是不恰當的。展現乳頭或乳暈幾乎常被認定是部分裸露並且是引發性行為的。婦女和女童可能會接受在性別劃分清楚的區域，如更衣室與宿舍，上空是可接受的，而且在某些特定的性別混合區可以允許上空，如上空沙灘（見下文），但這些場合之外完全暴露乳房，主要限定於偶爾的露體癖或裸體抗議行為。
在1964年有一段極短時間，「上空」服裝設計出現在時裝展示，但那些公開穿著這種服飾的人們後來因公然猥褻罪名被捕。然而，目前上空已成為當代高級時裝秀的特色。
有些文化甚至已經開始將社會對女性上空的禁制，延伸到青春期前的女孩甚至女嬰，在沙灘和水上公園，父母可能為她們穿上比基尼或連身泳衣。這種從嬰兒期對女性乳頭的遮掩，在美國、東亞和中東尤其顯著，但在歐洲則較少見。

### 法律議題

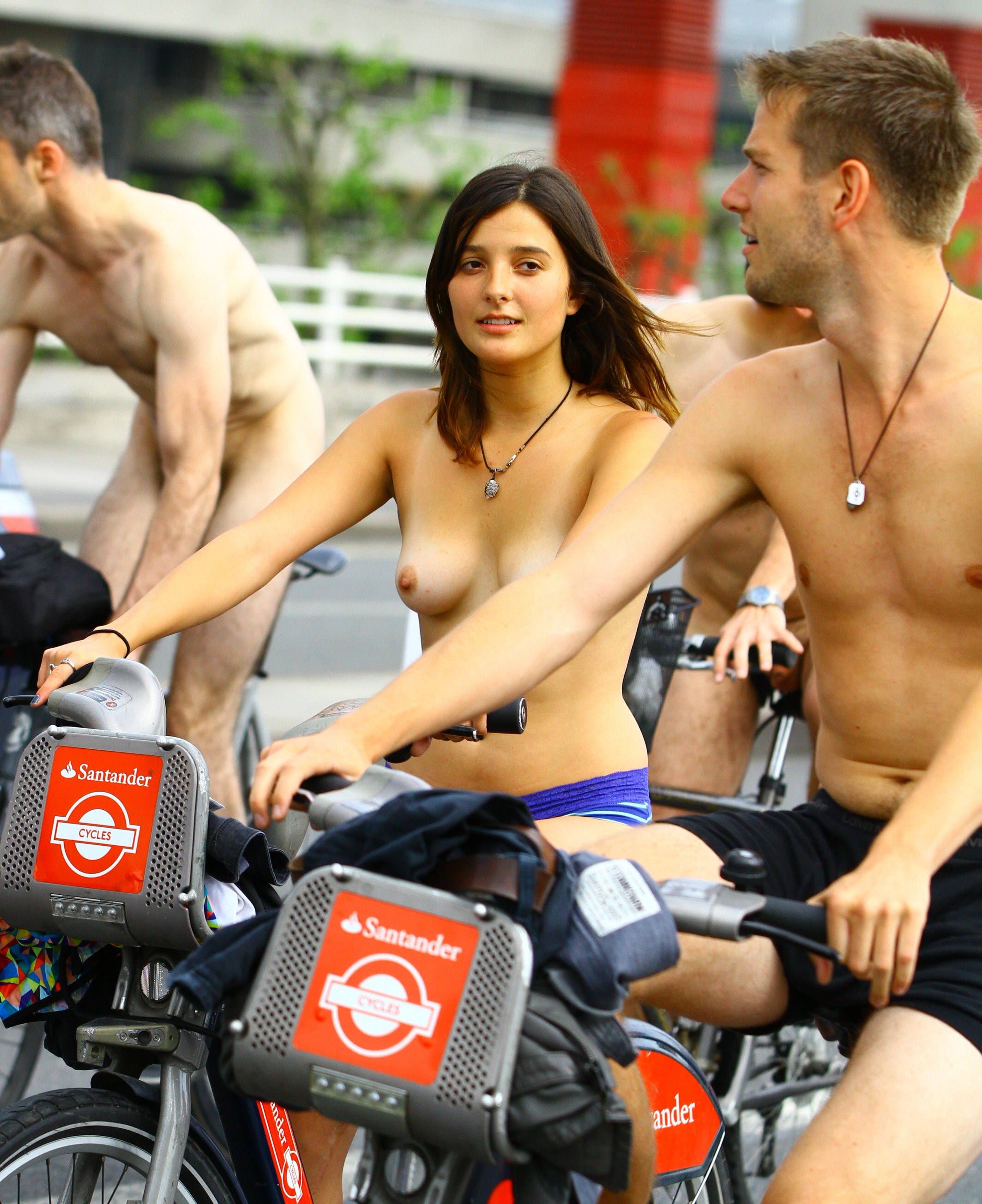
世界裸體騎行部分參與者選擇上空

在法律上，許多西方司法機關認為公開展示女性乳房是不雅暴露。然而，激進的上空解放運動已成功在某些案例，說服法院推翻以性別歧視為基礎的法律，她們主張，在男人可以裸露其胸部的任何情況下，女人也應可自由裸露她的胸部。成功案例包括美國哥倫比亞特區（1986年）、紐約州（1992年）、俄亥俄州哥倫布（1995年），加拿大安大略省（1996年）、莫斯科與美國愛達荷州（1998年）以及美國緬因州（1998年）。
許多司法判例容許公開哺乳。例如，在美國1999年生效的聯邦法令明確規定女人可在聯邦建築物或聯邦地產的任何一個角落，為她的孩子哺育母乳，如果女人和她的孩子經過授權出現於這個位置。
2008年3月，在壓力集團「袒胸陣線」歷經長達一年的活動之後，哥本哈根的文化和休閒委員會投票通過允許婦女裸露上身日光浴。此外，在2008年，在加拿大卑詩省溫哥華，當年舉辦世界裸體騎行的地點，市議會賦予女性在公開場合上空的權利，而不是僅僅在泳池和沙灘。
2009年，瑞典第三大城馬爾默的女性獲得在公眾泳池上空游泳的權利，市議會無異議通過這項法案。 市議會的發言人說「我們並沒有決定男人應該如何遮掩他們的軀幹，那麼為什麼女人要聽從男人的規定。此外，許多男人擁有比女人更大的乳房。」
許多土著和非西方文化完全可以接受男性和女性軀幹的裸露。女性上空也成為土著文化慶祝活動的一個重要層面。不過，這可能導致跨文化和法律衝突。
2004年，澳大利亞警方禁止來自帕潘亞社群的成員使用愛麗斯泉的公園舉行一場傳統的澳洲原住民舞蹈，其中包括上空的女性。
一個美國組織（https://GoTopless.org（页面存档备份，存于））訴求，婦女有相同的憲法權利，跟男子一樣在公共場所裸露上身。他們進一步訴求在憲法上男女在公共場合上空的平等權利。2009年，他們採用8月26日（婦女平等日），舉辦全國性的抗議。

## 日光浴

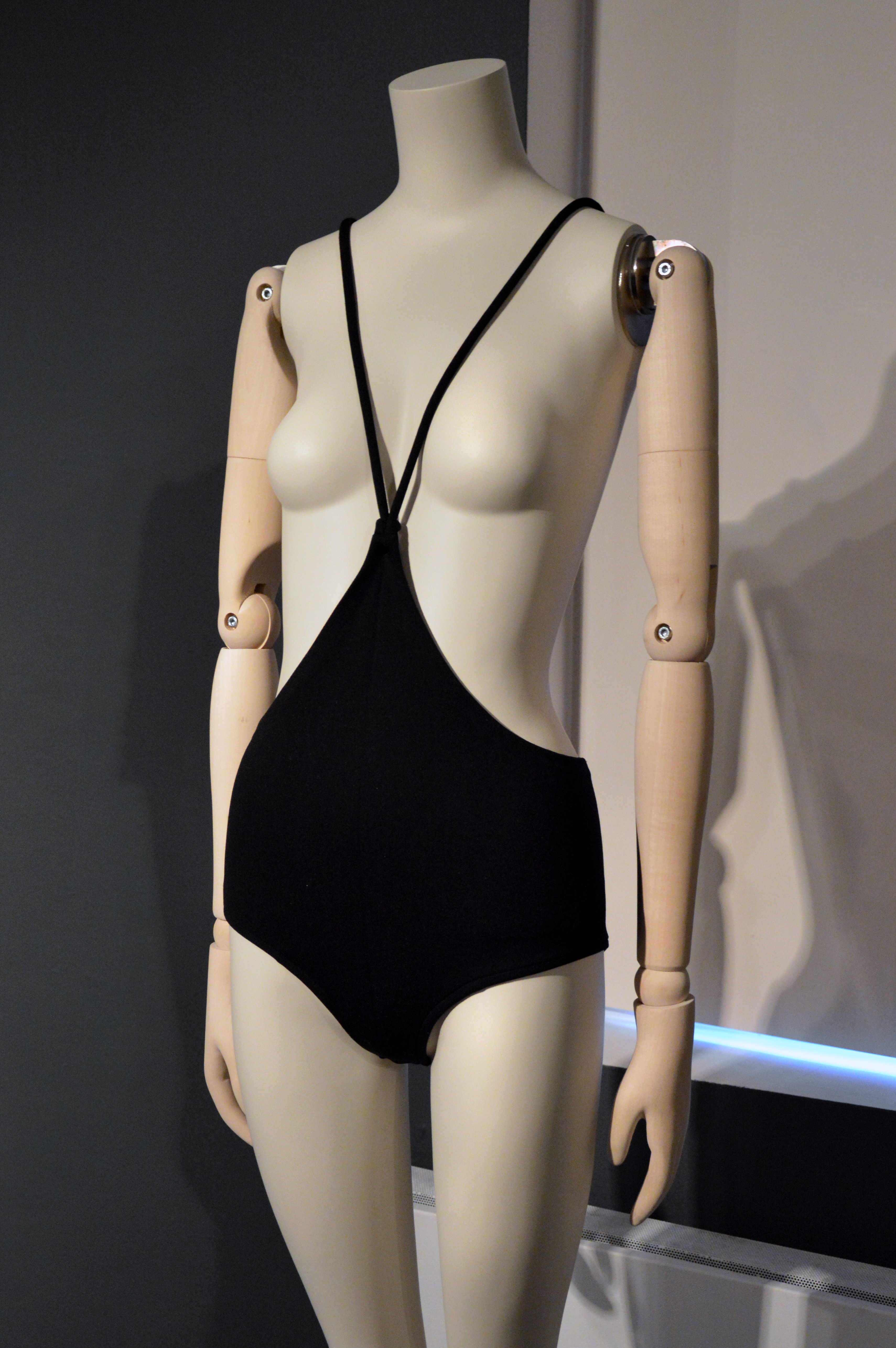
Rudi Gernreich於1964年設計的單件比基尼（monokini）

在1920年代之後，日光浴和曬黑的皮膚變得越來越流行。在1940年代，鼓勵日光浴的廣告開始出現在女性雜誌。此時，泳裝的皮膚覆蓋開始下降，比基尼在1946年問世。在1950年代，很多人塗上嬰兒油來加速曬黑，而在1950年代後期的銀色金屬紫外線反射板變得普遍，也加速曬黑。然而，某些人可能不喜歡因為穿著泳裝而產生的曬痕，因此除了穿著覆蓋面積比平常服裝更少的泳裝之外，在可能在俯躺時解開背帶，或是把肩帶剪掉。此外，某些人在泳衣浸濕時會感到不舒適。
1964年，時裝設計師Rudi Gernreich設計了第一件上空泳裝，他稱之為單件比基尼（monokini）。這種設計首先刊登在Look雜誌。 Gernreich的單件比基尼看起來就像一件露背泳衣，由兩條肩帶掛在露出的兩個乳房中間的乳溝。它只有兩個小帶掛在肩上，讓乳房裸露。儘管來自時尚評論家和教會人員的反彈，消費者在那年夏天購買了破紀錄數量的單件比基尼，雖然很少人曾經在公開場合穿著它。到夏季結束，Gernreich售出3000件泳衣，每件叫價24美元，這意味著用微不足道的布料，賺到一筆可觀的利潤。這個新穎設計引起了極大關注，旧金山纪事报在頭版刊登在一位穿著單件比基尼的女人，她的乳房清晰可見。
這款上空泳裝在美國並沒有非常成功，人們從未穿著它到沙灘。蘇聯政府稱這種泳裝是「野蠻」以及社會衰敗的象徵。羅馬教皇稱它是不合乎道德的。紐約市警察局奉命嚴厲逮捕任何在公園穿著泳裝的女人。在芝加哥，一名19歲的女子因在一處公開灘頭穿著單件比基尼，被罰款100美元。大量關於這個事件的報導，有助於將這個露出乳房的形象傳送到世界各地。婦女俱樂部與教會特別強力譴責。在義大利和西班牙，教會警告反對這種上空時尚。即使是在法国蔚藍海岸的聖特羅佩，這種泳裝也遭到取締。法國新浪潮電影的創始者尚盧·高達，在他的電影《已婚女人》（A Married Woman）放進了一段在蔚藍海岸拍攝的上空泳裝的鏡頭，但這段鏡頭被電檢人員剪掉。

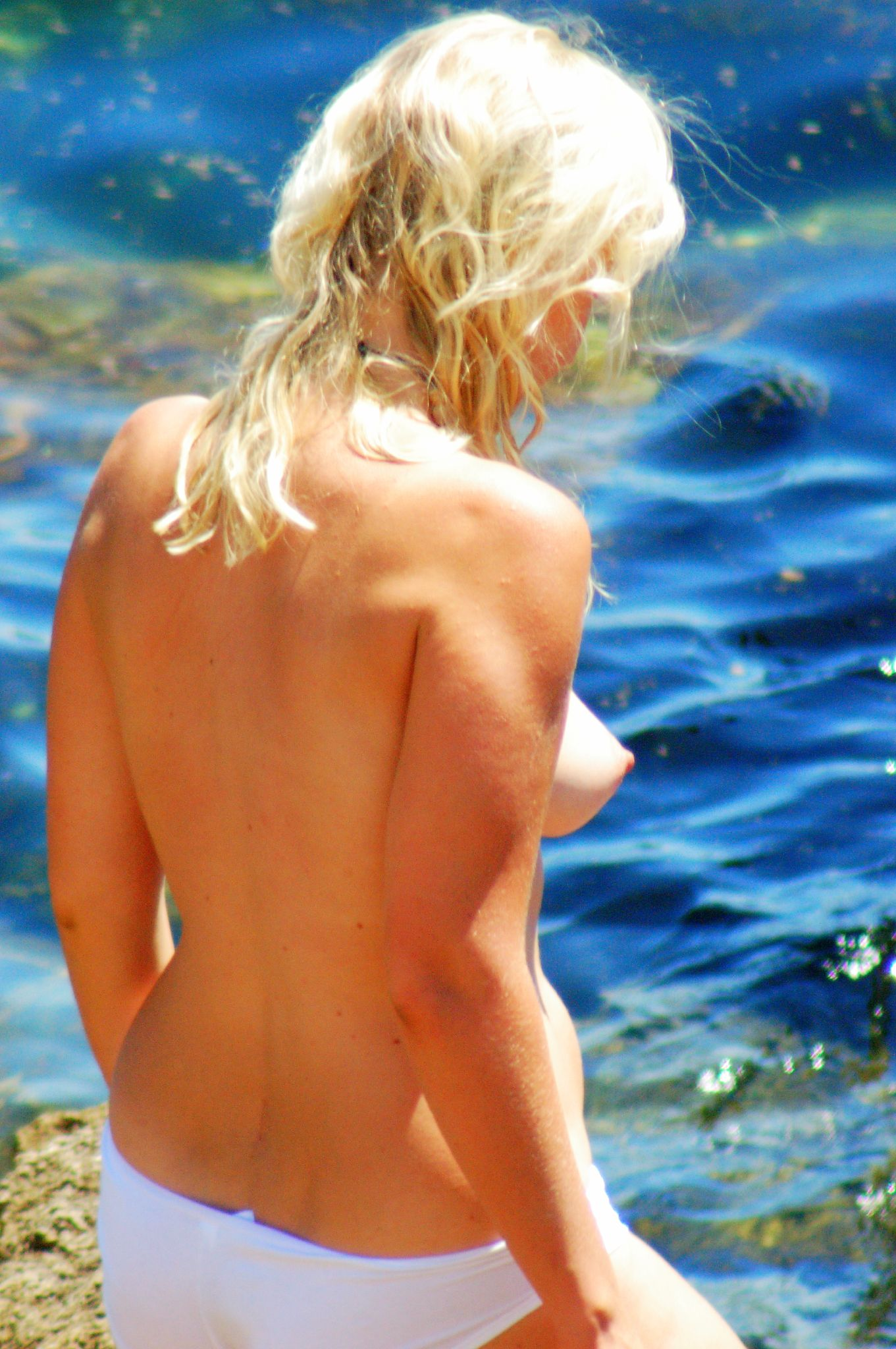
2007年法國尼斯的上空泳客

在1960年代中期，當Gernreich正在推銷他的單件比基尼之時，連同先前崛起的女權運動，呼籲女性奪回對自己身體的控制權，女性只要脫掉比基尼的上衣部份，就可（以較低的成本）達到取得身體控制權效果。首先發難公開反對這些控制女性身體的法律和習俗的女性，是在法國蔚藍海岸的戛納和聖特羅佩拍攝電影的明星和模特兒。這項行動達到了全球知名度，這些度假勝地成為希望上空日光浴的女性的聖地。
這種做法慢慢散播到其他西方國家，其中有許多國家現在容許女性在某些或所有的沙灘從事上空日光浴，無論是法律明文規定或默許。上空或可選擇上空與否的沙灘，有別於裸體沙灘之處，在於這些泳客無論男女都必須穿上褲子，遮掩其生殖器，但女性有權利選擇要不要脫掉上裝，而不需要擔心會遭到法律起訴或官方人員盤問。那些上空從事日光浴的女性並不一定認定自己是裸體主義者。
在歐洲和澳大利亞，在公共沙灘上空游泳和日光浴變得普遍，而且這項行為大多不會引發爭議。在1990年代中期，澳大利亞的研究人員發現，88％的澳大利亞大學生，不論男女，認為社會可接受女性在公共沙灘脫掉上裝，儘管大多數人不贊成女性在其他情況下暴露自己的乳房，例如公園。
不過，媒體報導近年來，在法國沙灘裸露上身曬日光浴的女性人數已明顯下降，而且年輕法國女性變得越來越反對公開暴露乳房。在歐洲某些地區，例如瑞典，上空並不受到歡迎且不普遍。
美國一般較不容忍女性上空。在華盛頓特區、纽约州、夏威夷州、缅因州、俄亥俄州和德克萨斯州，規定在男性可以裸胸的地方，允許女性上空。然而，德州女性如果在公開場合上空，可能遭到公然猥褻罪起訴，只有該州首府奧斯汀例外，女性可在各種節慶活動時，於Zilker公園上空日光浴，以及在「嬉皮空心」公園（Hippie Hollow）。在指定的公眾裸體沙灘，也可從事上空日光浴。

## 神話

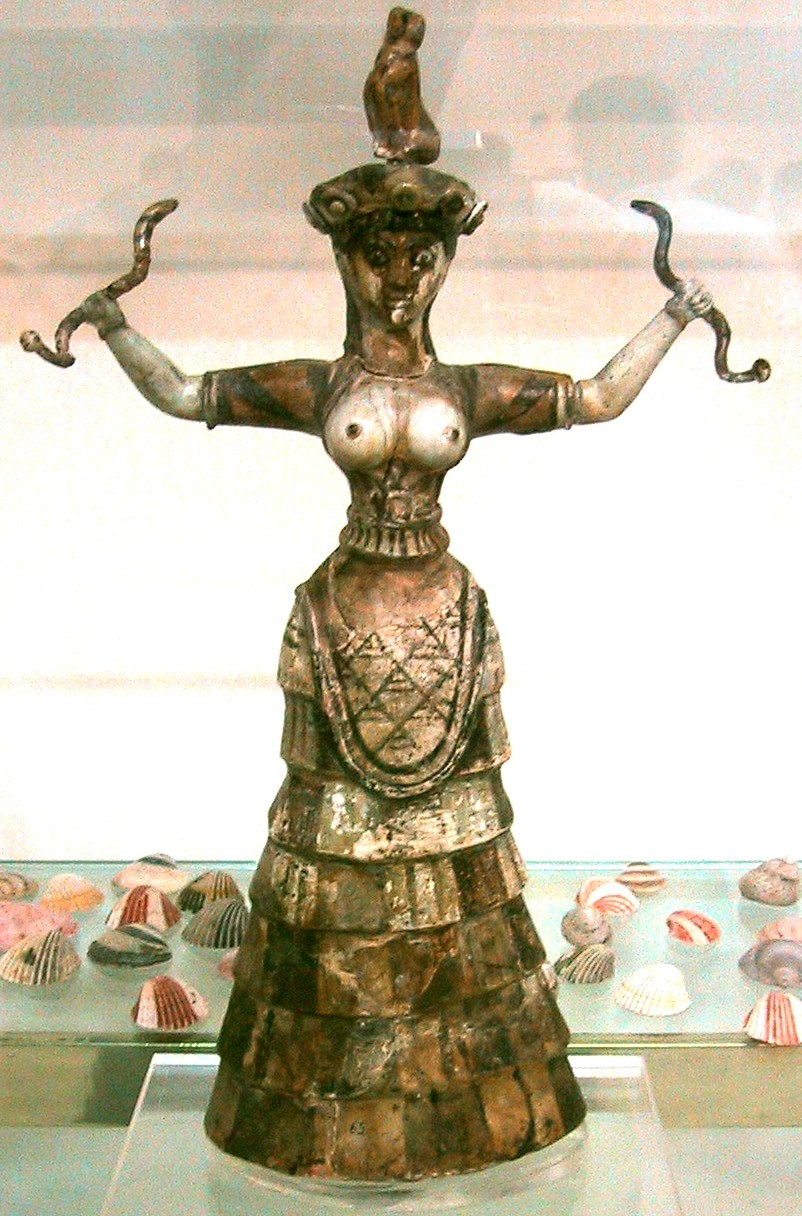
約西元前1600年，米諾斯文明蛇女神

在歐洲史前社會，常可見到女性雕塑，具有明顯或非常誇張的乳房。一個典型的例子是所謂的維倫多爾夫的維納斯，這是舊石器時代諸多具有豐滿臀部和胸部的維納斯雕像之一。有一些古代器物上面刻畫著乳房，例如碗、石雕和神聖雕像，其紀錄從西元前15,000年至晚近的古代，跨越歐洲、北非和中東地區。許多代表著愛情與繁衍的女神，都關聯到乳房和乳汁。腓尼基女神阿斯塔蒂呈現為以乳房做為裝飾的支柱。埃及女神艾西斯，除了代表其他東西之外，主要是代表理想的母親，經常被描寫為法老哺乳，從而確認他們身為統治者的神聖地位。甚至某些代表著再生與繁衍的男性神祇，偶爾也會被描繪成有乳房，例如負責每年尼羅河氾濫的河神哈比（Hapy）。在米诺斯文明著名的蛇女神（Snake Goddess）雕像，女性的乳房也很突出。在古希臘有幾個教派崇拜「考羅卓芙絲」（Kourotrophos）這個哺乳的母親，由幾位女神為代表，如盖亚、赫拉和阿耳忒弥斯。這種在古希臘對於由女性乳房所象徵神靈的崇拜，在西元的頭一個千年明顯減弱。在希臘城邦崛起後，大眾對於女性的崇拜顯著下降，這個影響也被傳承給後來的羅馬帝國。
在西元前500年，希臘文化對女性乳房的感知，歷經一場逐漸改變。藝術作品中的女性，從頸部以下都穿著衣服，包括女神像雅典娜，雅典的守護神，代表著英雄的努力。也有例外：阿佛洛狄忒，女性的愛神，經常以全裸描繪，雖然其姿勢都是想要塑造害羞或端莊的形象，這種描寫曾被歷史學家瑪麗蓮亞隆比擬為現代的海報女郎。儘管在希臘藝術中裸體男子是直立的，但是大多數描繪女性裸體的方式“往往在接近手部的地方加上布料，並且向前傾、自我保護的姿態“。在當時流行的民間傳說是亞馬遜人，一個兇猛的女戰士部族，跟男人的社交只是為了生育後代，甚至割除一個乳房，以成為更好的戰士。在古代希臘和羅馬的對立的時代，這個傳說在藝術方面是一個受歡迎主題，並成為一個警世故事。

## 藝術
文藝復興時期許多藝術家們受到古希臘風格和文化的強烈影響，使得在歐洲社會裡有許多裸體和半裸體的作品以各種藝術及雕塑形式呈現。
在維多利亞時代，法國的東方主義畫家如讓-里奧·傑洛姆，在伊斯蘭後宮浴池展示了一件理想化的女性赤裸上身的描繪，法國浪漫藝術家而欧仁·德拉克罗瓦，在喚起自由的畫作裡描繪了赤裸上身的女性。
19世紀中葉以後的西方世界，社會態度出現轉變，尤其是在美國，禁止女性乳房裸露。這使得藝術更加受到侷限。

《自由引导人民》欧仁·德拉克罗瓦，1830年，法國
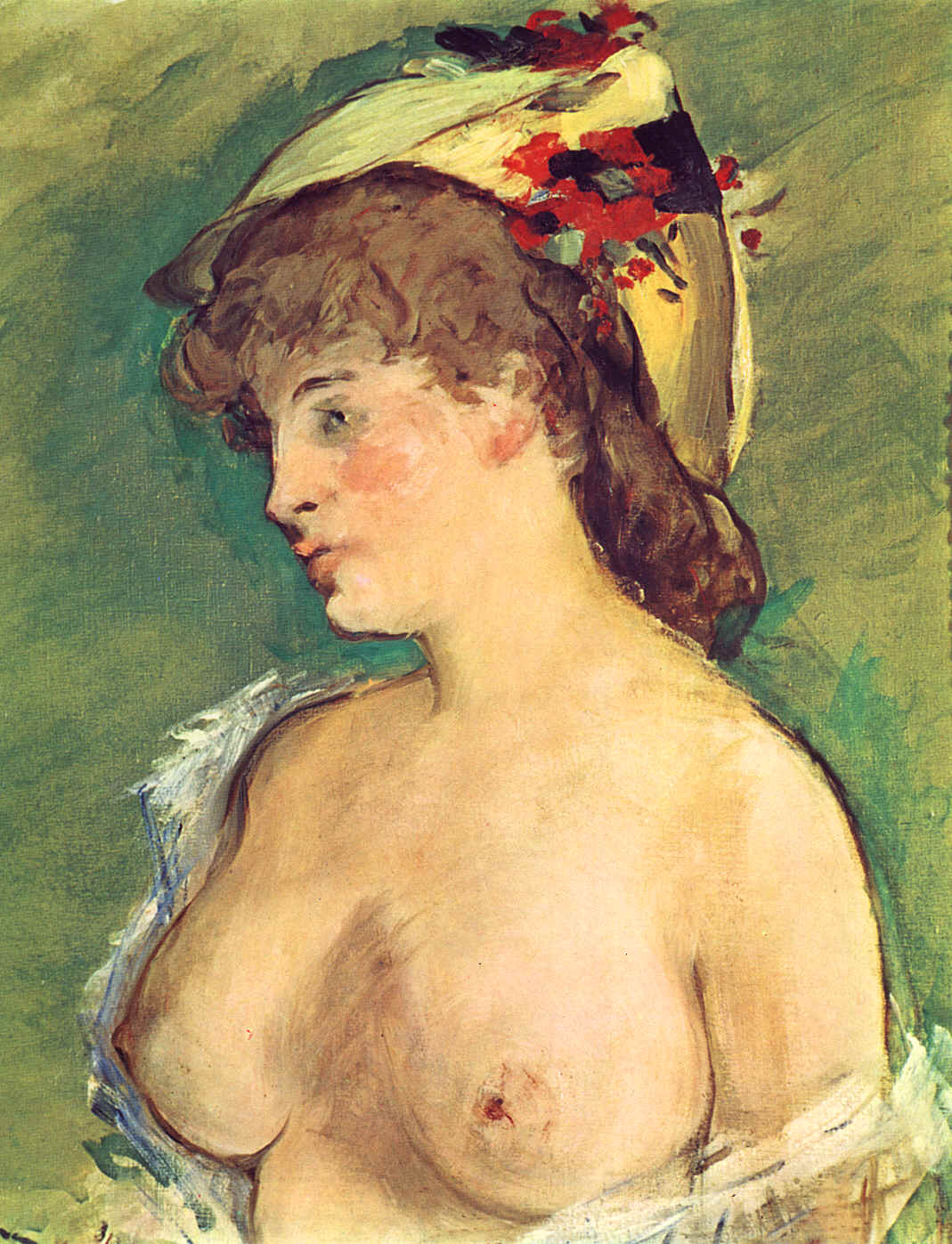
愛德華·馬奈–乳房裸露的金髮女性（c.1878）
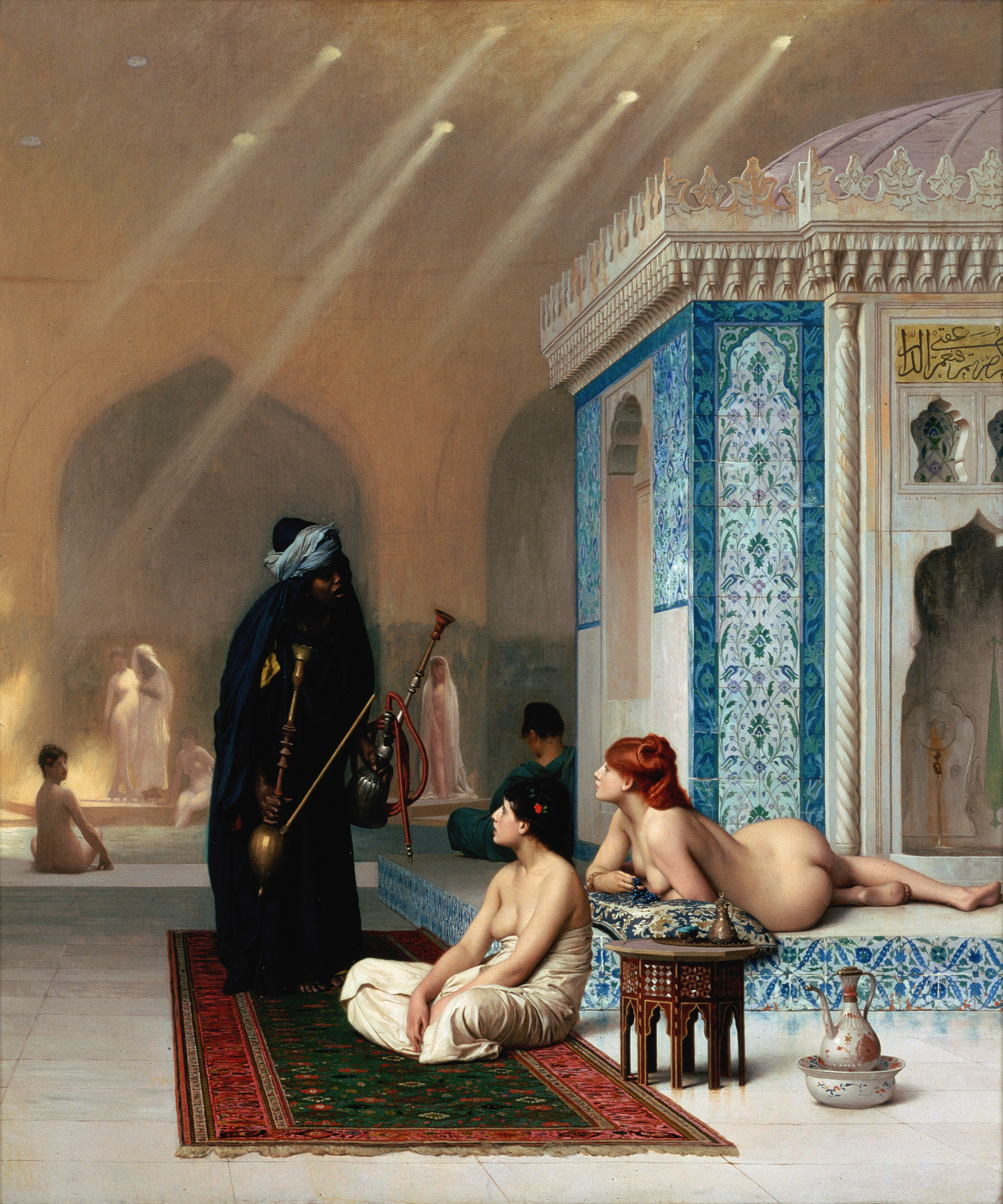
讓-里奧·傑洛姆，1824–1904年，法国
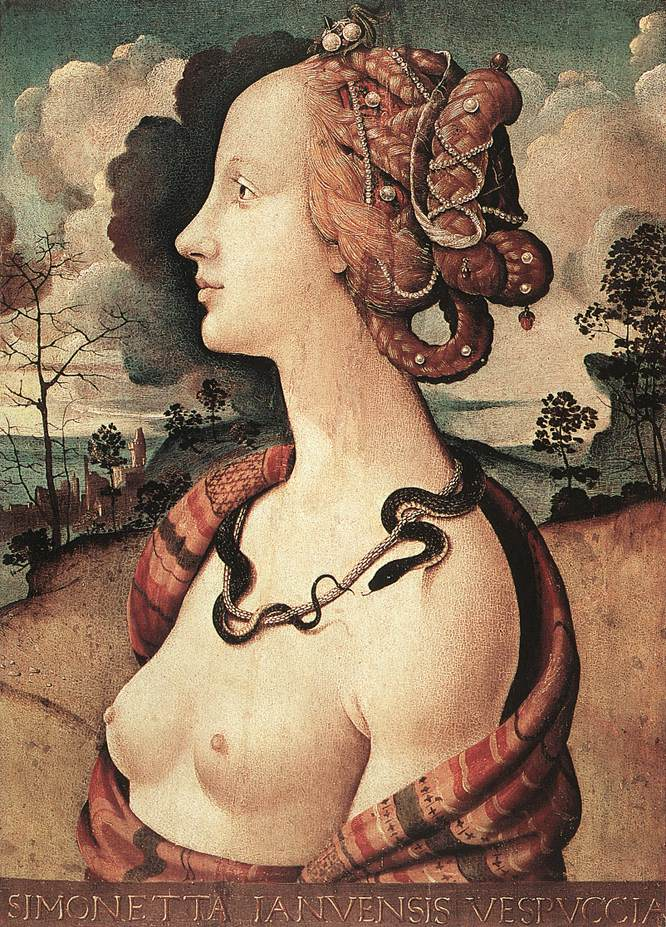
西蒙内塔·韦斯普奇肖像画（c.1480）, by 皮耶罗·迪·科西莫

## 娛樂與媒體

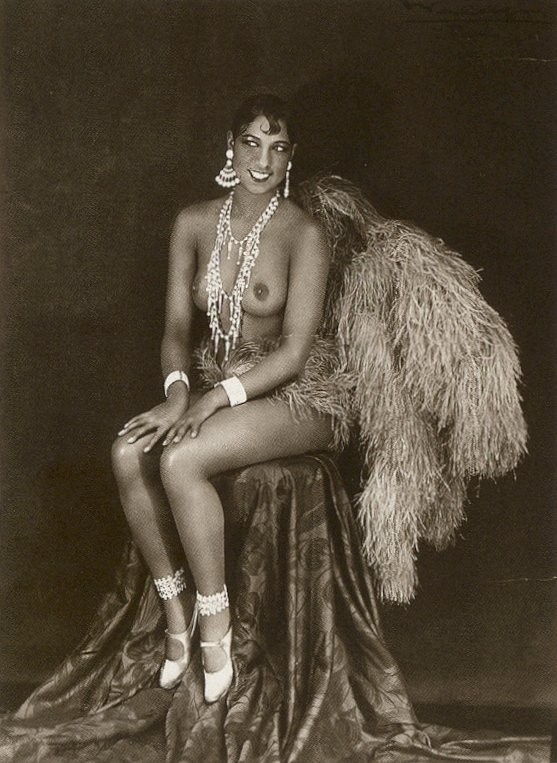
約瑟芬·貝克上空

在1930年代，美國電影製作規範（海斯規範）使得好萊塢電影看不到任何形式的裸體，包括上空。在1968年改採電影分級制度後，社會和政府的態度有所緩解，現在可以看到女性上空出現於主流電影之中，雖然大多是片斷的鏡頭。一個值得注意的例外是1994年的《拉帕努伊》（即復活節島），其中的特色就是重複出現的裸胸土著女性的場景。影評羅傑·艾伯特說，因為這些女性是棕色皮膚，所以電影製片人才得以偷渡成功，讓上空畫面一直出現：

《拉帕努伊》穿過了《國家地理雜誌》的漏洞。好萊塢慣例教導我們，棕色的乳房並不像白色乳房一樣地罪惡，因此注視《花花公子》雜誌的插頁中一個金髮碧眼的白人女子，可能讓人感到罪惡，而且撩起我們心中的慾望，但是看到玻里尼西亞的上空少女在嬉戲衝浪，是具有教育性的。這並不是性，而是地理學。

在電影中，有時亦可見到上空的演出，但是知名女星的裸露鏡頭，有時候是使用替身演員，避免自己的乳房暴露在影片上。然而，法國在傳統上對於上空的態度較為寬鬆，在1910年代以及之後的音樂劇和電影，他們繼續使用上空舞者和演員。女性的表演者裸露上半身進行現場演出，稱為「上空秀」，至今依然存在於女神遊樂廳和紅磨坊。
今天在許多西方文化，上空的女性經常在雜誌、日曆和其他印刷媒體。
在英國，延續著太陽報在1970年所建立的傳統，幾種主流的小報在第三版（翻開第一頁才看得到）刊登上空女模特兒的照片，稱為三版女郎。雖然上空女性圖像在西方的雜誌與電影越來越流行，但十八歲以下的未成年上空女孩照片經常引起爭議，在某些司法管轄區可能被認定是兒童色情。攝影師如Jock Sturges和Bill Henson，其作品經常描繪上空及裸體的少女，已因為這些圖像而被起訴或捲入爭議。甚至由未成年人暗諷上空也可能引起爭議。